# Ishikisme
Ishikisme ['ishik-isme] (tyrkisk: Işıkçılık eller Işık Aleviliği), også kaldt ishik alevisme, refererer til en bevægelse, der er opstået blandt nogle alevitter, som har udviklet en alternativ forståelse af alevismen. Selvom der har eksisteret alternative og marginale fortolkninger af alevismen allerede siden starten af 1990'erne (f.eks. hos Nejat Birdoğan), var det ikke før 2004, at der opstod seriøse og indflydelsesrige differentationer. Disse alternative fortolkninger og overbevisninger blev systematiseret af den tyrkiske forfatter Erdoğan Çınar, da han udgav sin bog Aleviliğin Gizli Tarihi (Alevismens Skjulte Historie) i 2004.
Ishik-bevægelsens tilhængere hævder, at ordet "alevi" stammer fra det gamle anatolske folkeslag luvi og påstår at ordet "luvi" betyder "lys-folket" på hittitisk sprog, mens man i den traditionelle alevisme har hævdet at ordet "alevi" kommer af det arabiske ord ‘Alawī (علوي), som betyder "tilknyttet til Ali". Nogle osmanniske dokumenter fra det 16. århundrede refererer til nogle bestemte alevitiske grupper som "Işık Taifesi", hvilket betyder "Lys-klanen" eller "Lys-folket". Ifølge ishikerne er dette et bevis på forbindelsen mellem luvierne og alevitterne.

## Tro
Ishik-alevitterne anser dem selv som esoterister og sætter endda alevismen lig med selve esoterismen. Ishikerne identificerer sig derfor med alle typer af esoterisme i historien (f.eks. jødisk esoterisme (kabbala), kristen esoterisme, islamisk esoterisme (tasawwuf og batiniyya), hedensk esoterisme m.m.).
De påstår endvidere at alevismen er verdens ældste religion og at denne religion har ændret form i tidens løb. Denne "Første og Sande Religion" i verden hævdes at være den primære kilde til alle andre religioner og trosformer på Jorden:
 Aleviliğin, on binlerce yıllık geçmişten gelen, bütün inanışları etkilemiş, semavi dinlere başlangıç oluşturmuş asıl kaynak, "Serçeşme", olduğunu bütün gerçekliğiyle ortaya çıkartıyor.
Det er nu blevet bevist med al dens sandhed, at alevismen, med sine titusinder af års historie, har påvirket alle trosformer og har været den Oprindelige Kilde (den såkaldte "Serçeşme" – betyder "Kildens Begyndelsespunkt") til de himmelske religioner.

Ishikerne påstår også at alevitternes religiøse ceremonier blev udøvet så tidligt som af hittitterne og endda af sumererne. Ifølge ishikerne var middelalderlige kristne sekte som paulicianerne, bogomilerne, m.fl. også alevitter. Et godt eksempel på denne overbevisning er den tyrkiske oversættelse af bogen The Cathars: The Most Successful Heresy of the Middle Ages skrevet af Sean Martin i 2005. Til trods for at den originale engelske version ikke indeholder ordet "alevi", har den tyrkiske oversætter oversat titlen til Ortaçağ'da Avrupa'da Alevi Hareketi – Katharlar (En Alevi-bevægelse i Middelalderen – Katharerne).
Selvom ishik-alevitterne i første omgang hævdede at alevismen havde en 3.000 årig historie, har de nu hævet dette tal til 12.000 år, hvilket de erklærede ved en konference i Berlin, januar 2009.

## Overbevisninger
Sammenlignet med den traditionelle alevisme findes de mest iøjnefaldende forskelle hos Ishik-bevægelsen i deres fortolkning af historien. Ishik-bevægelsen påstår at alevitterne flere gange i historien har ændret deres identitet udadtil for at kunne overleve. Ifølge ishik-alevitternes overbevisning, var kætterske kristne sekter som paulicianerne og bogomilerne egentlig alevitter, som var nødsaget til at fremtræde som kristne på grund af den byzantinske undertrykkelse. På samme måde påstås det, at alevitterne har fået en islamisk fremtræden på grund af den osmanniske undertrykkelse.
Ishik-bevægelsen er også overbevist om, at heterodokse grupper blot er religiøse opfindelser, der er opstået som et resultat af undertrykkelse. Det betyder, at grupperinger som ghulat, ahl-e haqq, ismaili-shiisme, alawisme og bektashisme i virkeligheden ikke har noget med den "rigtige islam" at gøre.

## Kritik
Splittelsen mellem ishik-alevitter og traditionelle alevitter har skabt en dyb kløft i alevi-samfundet og det er første gang i mange århundreder at alevitter har oplevet en så alvorlig teologisk splittelse.
Traditionelle alevitter har sat sig kraftigt op mod ishikerne, som de anser som folk, der har skabt en helt ny religion eller endda som hemmelige spioner med intentioner om at ødelægge alevitternes enhed. Ishik-bevægelsen er også blevet kritiseret for at være ekstremt politisk anlagt og for at have forkastet fundamentale alevitiske skriftlige kilder, såsom Buyruk, som er et af de mest kendte kilder blandt alevitter.
Den velkendte alevitiske historiker, Hamza Aksüt, har reageret på Erdoğan Çınar's synspunkter i adskillige artikler. Her har han kritiseret ham for forsætligt at være manipulerende og stærkt konspirerende. Den første officielle besvarelse blev givet ved en svarskrivelse på interviewet med Erdoğan Çınar: Çınar'dan uyarı: 'Her flörtün sonu evlilikle bitmez' (Meddelelse fra Çınar: 'Ikke alle flirer ender med ægteskab'). En anden person, Ünsal Öztürk, har også kritiseret Erdoğan Çınar. I 2010 gik Hamza Aksüt sammen med Hasan Harmancı og Ünsal Öztürk om at udgive bogen Alevi Tarih Yazımında Skandal – Erdoğan Çınar Örneği (En Skandale i Alevitisk Historieskrivning – Erdoğan Çınar-eksemplet), som er en analyse og redegørelse af den påståede manipulation og "forvanskning" foretaget af Erdoğan Çınar.
Nogle traditionalister er gået så langt til at kræve at ishiki dede'er som Hasan Kılavuz straffes med en religiøse udelukkelse (Yol Düşkünlüğü).
På det seneste er der dukket en masse nye blogs og websider frem (f.eks. aleviyolu.org Arkiveret 29. marts 2010 hos  Wayback Machine) som protest mod den voksende ishik-bevægelse. Nogle af disse er blevet finansieret eller etableret af den rivaliserende alevi-organisation CEM Vakfı.

## Ishik-organisationer
Det har lykkedes ishik-bevægelsen at blive meget indflydelsesrig i centrale og magtfulde alevi-organisationer. For eksempel har Alevi Konfederationen af Europa (AABK) i 2006 besluttet at forlade sin traditionelle forståelse af alevismen til fordel for en marginal forståelse i overensstemmelse med ishik-bevægelsen.
I dag har AABK også sin egen Tv-kanal, YOL TV, som ofte viser udsendelser med Erdoğan Çınar.
På det seneste har nogle organisationer i Tyrkiet også ændret deres definitioner af alevismen.

## Ishiki Dede'er
Selvom langt de fleste dede'er stadig er traditionelle, er nogle af dem efterhånden blevet ishiker. Nogle af de første dede'er, som åbent erklærede ikke-traditionelle syn var Ali Haydar Cilasun, med udgivelsen af bogen Alevilik Bir Sır Değildir (Alevismen Er Ikke En Hemmelighed) i 1995 og Hasan Kılavuz i 2003. Den sidstnævnte er i dag blandt de fremtrædende skikkelser i Alevi Konfederationen af Europa (AABK) og dens TV-kanal YOL TV.